# Montcabrier, Lot

Montcabrier este o comună în departamentul Lot din sudul Franței. În 2009 avea o populație de 367 de locuitori.

## Evoluția populației
| An        | 1975 | 1982 | 1990 | 1999 | 2006 | 2009 |
| --------- | ---- | ---- | ---- | ---- | ---- | ---- |
| Populație | 380  | 352  | 403  | 385  | 397  | 367  |